# Agarose
L’agarose est un polymère non-ramifié à base d'agar-agar purifié. Il est utilisé entre autres pour l’électrophorèse des acides nucléiques et possède une résolution moyenne : utilisé pour les fragments supérieurs à 500 pb (paires de bases).